# Alvar Thiel
Alvar Thiel (* 23. Februar 1893 in Stockholm; † 1. Oktober 1973 ebenda) war ein schwedischer Segler.

## Erfolge
Alvar Thiel, der Mitglied im Kungliga Svenska Segelsällskapet war, gewann bei den Olympischen Spielen 1912 in Stockholm als Crewmitglied in der 8-Meter-Klasse die Silbermedaille. Bei der in Nynäshamn stattfindenden Regatta gelang dem finnischen Boot Lucky Girl ebenso wie der schwedischen Sans Atout, als deren Skipper Bengt Heyman fungierte, in insgesamt zwei Wettfahrten jeweils ein zweiter Platz, sodass es zum Stechen zwischen diesen beiden Booten kam. In diesem setzte sich die Sans Atout durch, zu deren Crew außerdem Emil Henriques, Herbert Westermark und Nils Westermark gehörten.
Thiel war Direktor der Stockholms Enskilda Bank in Uppsala.